# 10663 Шварцвальд
10663 Шварцвальд (10663 Schwarzwald) — астероїд головного поясу, відкритий 29 вересня 1973 року.
Тіссеранів параметр щодо Юпітера — 3,174.